# イェンギサール県
イェンギサール県（イェンギサールけん）は、中華人民共和国新疆ウイグル自治区カシュガル地区に位置する県。

## 行政区画
4鎮、10郷を管轄：
- 鎮：イェンギサール鎮（英吉沙鎮）、ウチャル鎮（烏恰鎮）、マンシン鎮（芒辛鎮）、サガン鎮（薩罕鎮）
- 郷：シェヘル郷（城関郷）、チョルパン郷（喬勒潘郷）、ロムパ郷（竜甫郷）、スィイトレ郷（色提力郷）、イェンギイェル郷（英也爾郷）、キズィル郷（克孜勒郷）、トプルク郷（托普魯克郷）、スョゲト郷（蘇蓋提郷）、エギュス郷（艾古斯郷）、エギズイェル郷（依格孜也爾郷）

## 交通

### 鉄道
- 中国国家鉄路集団
  - 喀和線
    - イェンギサール駅

### 道路
- 高速道路
  -  吐和高速道路
- 国道
  - G219国道
  - G315国道

## 産業

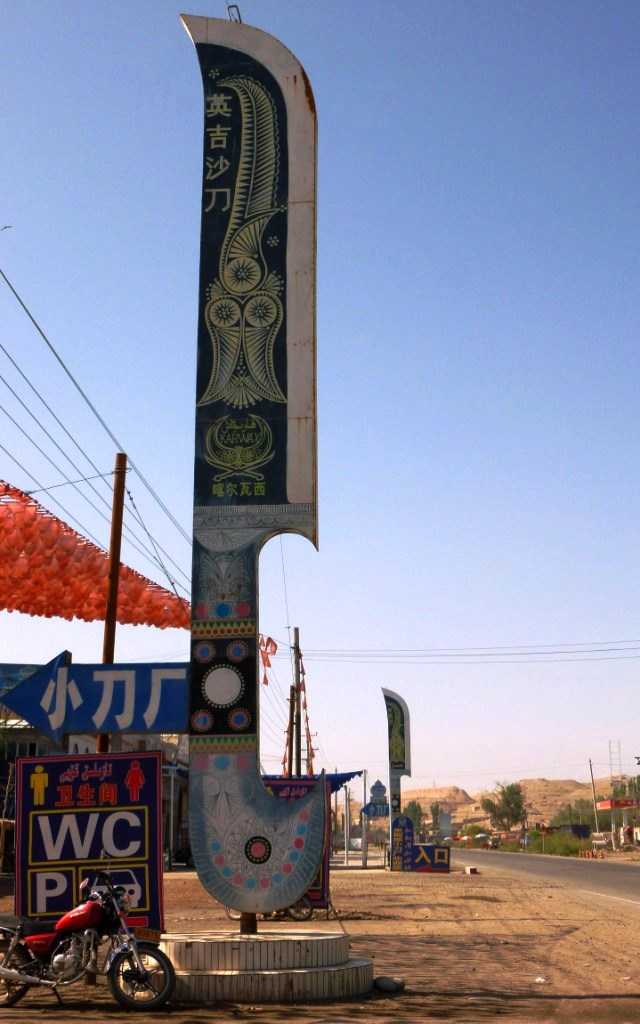
道端の包丁・刀剣売り場。

古来、包丁・刀剣の産地として知られている。